# Heracles Almelo
Heracles Almelo är en nederländsk fotbollsklubb från Almelo, bildad 3 maj 1903. Laget vann Eerste Divisie säsongen 2004/2005 och har sedan dess spelat i Eredivisie. Hemmamatcherna spelas på Erve Asito.

## Placering senaste säsonger
| Säsong  | Nivå | Liga           | Placering | Referens | Kommentar                      |
| ------- | ---- | -------------- | --------- | -------- | ------------------------------ |
| 2009/10 | 1    | Eredivisie     | 6         | [ 1 ]    |                                |
| 2010/11 | 1    | Eredivisie     | 8         | [ 2 ]    |                                |
| 2011/12 | 1    | Eredivisie     | 12        | [ 3 ]    |                                |
| 2012/13 | 1    | Eredivisie     | 12        | [ 4 ]    |                                |
| 2013/14 | 1    | Eredivisie     | 14        | [ 5 ]    |                                |
| 2014/15 | 1    | Eredivisie     | 14        | [ 6 ]    |                                |
| 2015/16 | 1    | Eredivisie     | 6         | [ 7 ]    |                                |
| 2016/17 | 1    | Eredivisie     | 10        | [ 8 ]    |                                |
| 2017/18 | 1    | Eredivisie     | 10        | [ 9 ]    |                                |
| 2018/19 | 1    | Eredivisie     | 7         | [ 10 ]   |                                |
| 2019/20 | 1    | Eredivisie     | x         | [ 11 ]   | (Coronaviruspandemin)          |
| 2020/21 | 1    | Eredivisie     | 9         | [ 12 ]   |                                |
| 2021/22 | 1    | Eredivisie     | 16        | [ 13 ]   | Nedflyttad till Eerste Divisie |
| 2022/23 | 2    | Eerste Divisie | 1         | [ 14 ]   | Uppflyttad till Eredivisie     |

## Spelartrupp
| Nr | Land          | Pos | Namn                          |
| -- | ------------- | --- | ----------------------------- |
| 1  | Tyskland      | MV  | Janis Blaswich (lagkapten)    |
| 3  | Italien       | F   | Giacomo Quagliata             |
| 4  | Tyskland      | F   | Sven Sonnenberg               |
| 5  | Tyskland      | F   | Marco Rente                   |
| 6  | Tyskland      | MF  | Orestis Kiomourtzoglou        |
| 7  | Turkiet       | A   | Bilal Basacikoglu             |
| 8  | Belgien       | MF  | Elias Sierra                  |
| 9  | Turkiet       | A   | Sinan Bakis                   |
| 10 | Nederländerna | MF  | Rai Vloet                     |
| 11 | Danmark       | A   | Nikolai Laursen               |
| 12 | Nederländerna | F   | Ruben Roosken                 |
| 13 | Nederländerna | F   | Mats Knoester                 |
| 14 | USA           | MF  | Luca de la Torre              |
| 15 | Belgien       | MF  | Lucas Schoofs                 |
| 16 | Nederländerna | A   | Kaj Sierhuis (lån från Reims) |

| Nr | Land          | Pos | Namn              |
| -- | ------------- | --- | ----------------- |
| 17 | Ungern        | A   | Adrián Szőke      |
| 18 | Belgien       | A   | Ismail Azzaoui    |
| 19 | Nederländerna | F   | Navajo Bakboord   |
| 20 | Danmark       | A   | Kasper Lunding    |
| 22 | Kroatien      | F   | Mateo Les         |
| 23 | Belgien       | F   | Noah Fadiga       |
| 24 | Tyskland      | F   | Elias Oubella     |
| 25 | Ghana         | F   | Robin Polley      |
| 26 | Nederländerna | MV  | Koen Bucker       |
| 27 | Turkiet       | MF  | Melih Ibrahimoglu |
| 28 | Nederländerna | MV  | Robin Jalving     |
| 30 | Burundi       | A   | Mohamed Amissi    |
| 31 | Nederländerna | MF  | Rohat Agca        |
| 34 | Nederländerna | MV  | Alessandro Damen  |
| 37 | Nederländerna | A   | Delano Burgzorg   |